# Duets: The Final Chapter
Duets: The Final Chapter – pośmiertny album studyjny amerykańskiego rapera The Notoriousa B.I.G. Został wydany 2 grudnia 2005 nakładem wytwórni Bad Boy Records. Płyta zadebiutowała na 3. miejscu notowania Billboard 200 ze sprzedażą 438 000 egzemplarzy w pierwszym tygodniu. Był to jednocześnie ostatni album z nowym materiałem zmarłego artysty. Uzyskał status podwójnej platyny.
Produkcję promowały dwa single: „Nasty Girl” i „Spit Your Game”. Tytuł zawiera także utwory zremiksowane.

## Lista utworów
Źródło.
| Nr | Tytuł                           | Goście                                                           | Pierwotny tytuł                                | Album                    |
| -- | ------------------------------- | ---------------------------------------------------------------- | ---------------------------------------------- | ------------------------ |
| 1  | Intro                           | -                                                                | -                                              | -                        |
| 2  | It Has Been Said                | Eminem, Obie Trice, Diddy                                        | -                                              | -                        |
| 3  | Spit Your Game                  | Bone Thugs-N-Harmony, Twista (8Ball & MJG remiks)                | Notorious Thugs                                | Life After Death         |
| 4  | Whatchu Want                    | Jay-Z                                                            | What You Want                                  | -                        |
| 5  | Get Your Grind On               | Big Pun, Fat Joe, Freeway                                        | My Downfall                                    | Life After Death         |
| 6  | Living The Life                 | Cheri Dennis, Ludacris, Snoop Dogg, Bobby Valentino, Faith Evans | Let Me Get Down                                | Born Again               |
| 7  | The Greatest Rapper (Interlude) | -                                                                | -                                              | -                        |
| 8  | 1970 Somethin'                  | The Game, Faith Evans                                            | Respect                                        | Ready To Die             |
| 9  | Nasty Girl                      | Jagged Edge, Avery Storm, Nelly, P. Diddy, Jazze Pha             | Nasty Boy                                      | Life After Death         |
| 10 | Living In Pain                  | Nas, Mary J. Blige, 2Pac                                         | House Of Pain                                  | -                        |
| 11 | I'm With Whateva                | Juelz Santana, Lil Wayne, Jim Jones                              | Ready To Die                                   | Ready To Die             |
| 12 | Beef                            | Mobb Deep                                                        | What's Beef                                    | Life After Death         |
| 13 | My Dad (Interlude)              | -                                                                | -                                              | -                        |
| 14 | Hustler’s Story                 | Akon, Scarface, Big Gee                                          | You'll See                                     | Bad Boy Promotional Tape |
| 15 | Breakin' Old Habits             | T.I., Slim Thug                                                  | Young G's                                      | No Way Out               |
| 16 | Ultimate Rush                   | Missy Elliott                                                    | Why You Trying to Play Me                      | Baller's Story           |
| 17 | Mi Casa                         | R. Kelly, Charlie Wilson                                         | Friend of Mine                                 | Ready To Die             |
| 18 | Little Homie (Interlude)        | -                                                                | -                                              | -                        |
| 19 | Hold Ya Head                    | Bob Marley                                                       | Suicidal Thoughts                              | Ready To Die             |
| 20 | Just a Memory                   | Clipse                                                           | You're Nobody 'til Somebody Kills You          | Life After Death         |
| 21 | Wake Up                         | KoRn                                                             | If I Should Die Before I Wake/Kick In The Door | Born Again               |
| 22 | Love Is Everlasting (Outro)     | -                                                                | -                                              | -                        |

## Sample
"It Has Been Said"
- „Victory” - Puff Daddy feat. The Notorious B.I.G

"Spit Your Game"
- „My Ship Is Coming In” - Walter Jackson

"Living the Life"
- „Take Time To Tell Her” - Jerry Butler

"Living in Pain"
- „Blue Sky Silver Bird” - Lamont Dozier

"I'm With Whateva"
- „Halloween” - John Carpenter

"Ultimate Rush"
- „Drugs” - Lil' Kim

"Beef"
- „My Other Love” - Bunny Sigler

"Hold Ya Head"
- „Johnny Was” - Bob Marley